# Движение „Възраждане“
Вижте пояснителната страница за други значения на Възраждане.
Движение „Възраждане“ (на арабски: حركة النهضة, Харакат ан-Нахда) е дясноцентристка консервативна политическа партия в Тунис.
Партията е основана през 1989 г. на базата на съществували и по-рано нелегални ислямистки групи. Макар и забранена, тя се превръща в най-голямата организация на опозицията срещу режима на Зин ал-Абидин бен Али.
През следващите години тя заема по-умерени позиции, декларирайки идеологическа близост с турската Партия на справедливостта и развитието.
След Жасминовата революция през януари 2011 г. Движение „Възраждане“ е легализирано и на изборите за Учредително събрание през октомври същата година печели около 40% от гласовете, превръщайки се във водещата партия в страната.